# Bowmore (Schottland)
Bowmore (schottisch-gälisch Bogh Mòr) ist der Hauptort der schottischen Insel Islay, die zu den Inneren Hebriden gehört. Hier befindet sich die bekannte Whiskybrennerei Bowmore.
Die 1768 gegründete Stadt hat eine markante Hauptstraße, die sich von der Küste durch die Stadt zieht und an deren Ende sich die auffällige Kilarrow Parish Church befindet.